# مازيكياي
مازيكياي، هي مدينة في شمال غرب ليتوانيا، على نهر فينتا. الذي يبلغ عدد سكانها حوالي 43,547 نسمة، وهذا يجعلها ثامن أكبر مدينة في ليتوانيا.تعتبر المدينة هي المركز الإداري لمقاطعة بلدية مازيكياي في مقاطعة تليزياي. إنها أكبر مدينة وليس لها مقاطعة خاصة بها.

## التاريخ

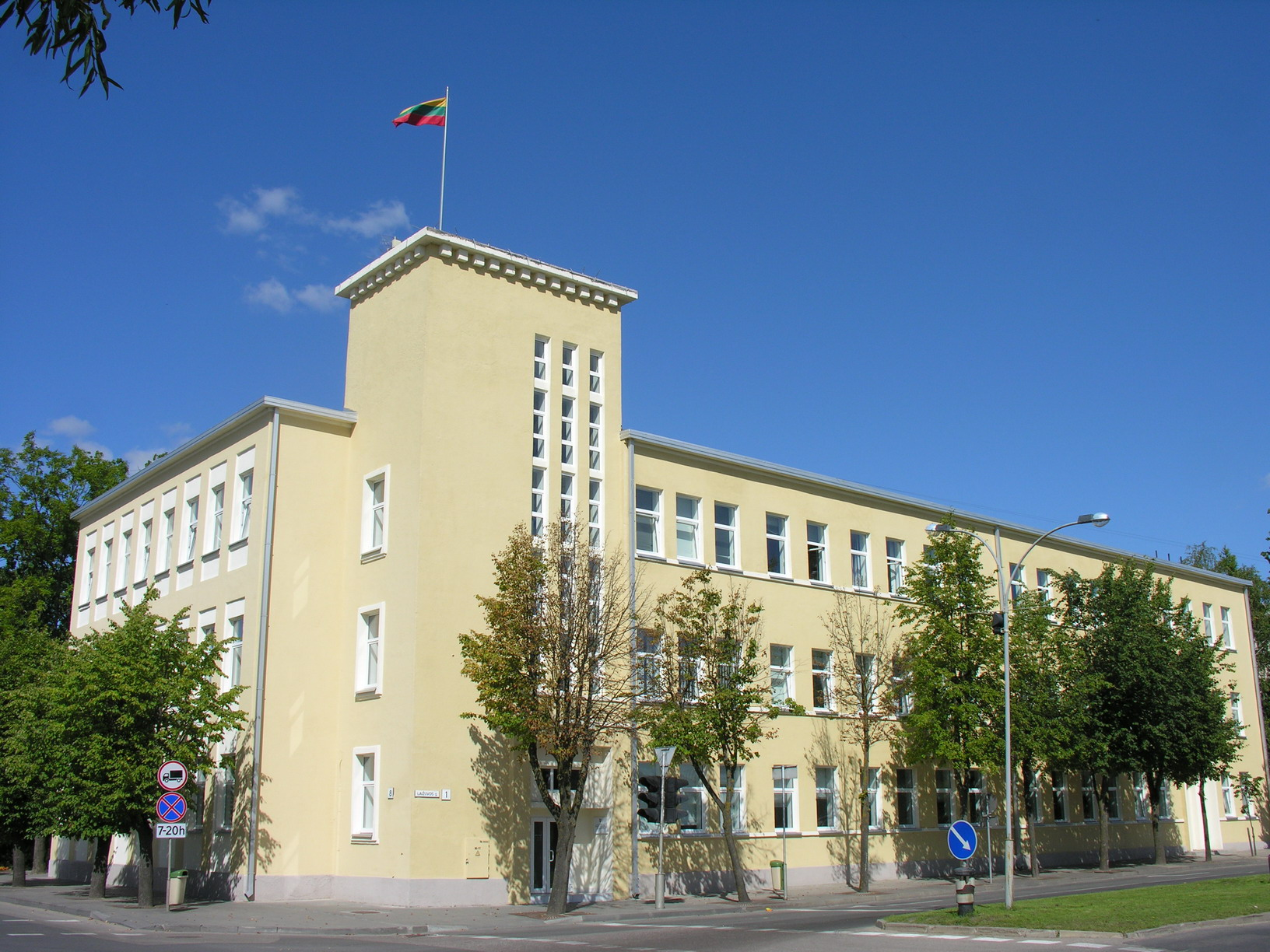
بناء بلدية منطقة Mažeikiai

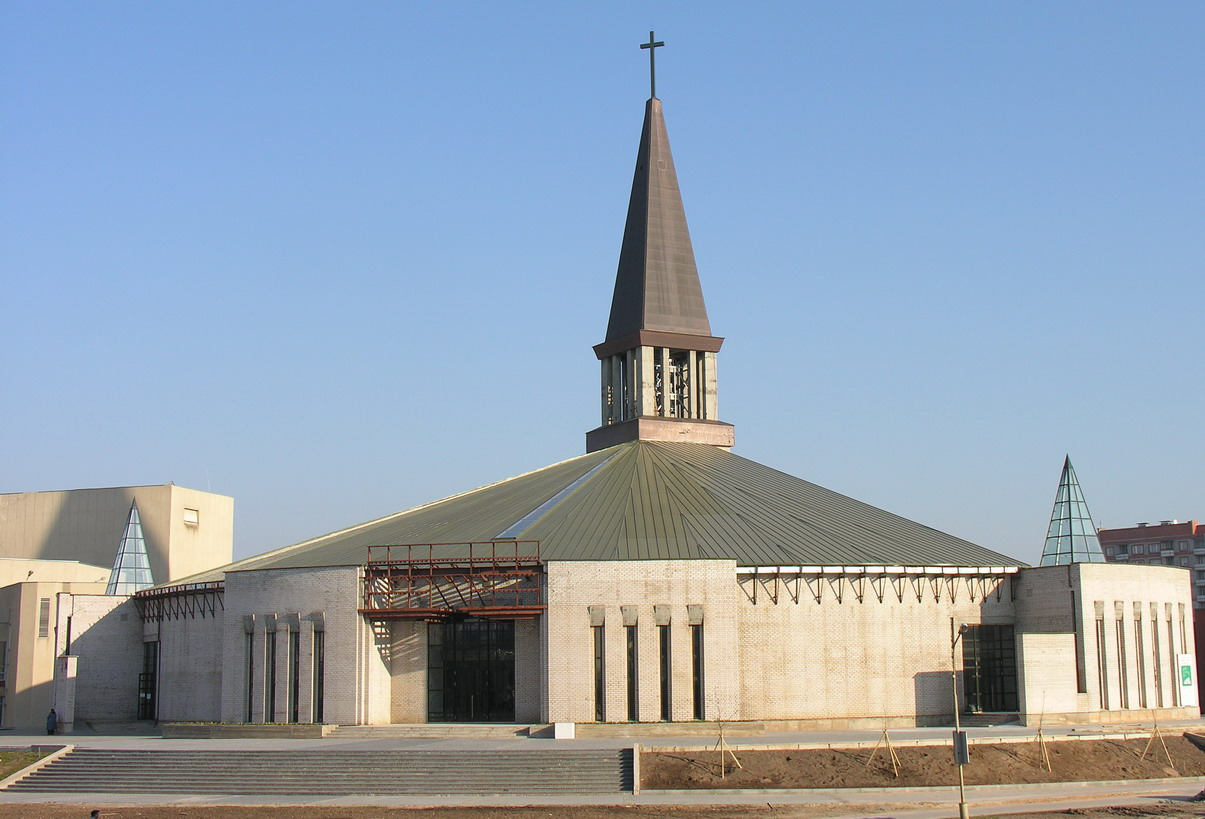
كنيسة القديس فرنسيس الأسيزي الجديدة

تمت الإشارة للمرة الأولى إلى مازيكياي في المصادر المكتوبة في عام 1335. كتب مؤرخ عن ترتيب ليفونيان حول حملة النظام، والتي دمر من خلالها أرض الدوق مازيكياي. بدأت المدينة تتزايد بسرعة في عام 1869 عندما تم بناء سكة حديد ليباو رومني التي تربط فيلنيوس وليباجا. في عام 1893، كان في المدينة 13 متجرًا و 5 منازل. في عام 1894 تم بناء كنيسة أرثوذكسية، وكان الكنيس قد تأسس قبل عدة سنوات. في عام 1902 تم إنشاء كنيسة كاثوليكية، تبعتها الكنيسة الإنجيلية اللوثرية في عام 1906 من عام 1899 إلى عام 1918 كانت المدينة تسمى مورافيوف .
في عام 1919 أصبحت مازيكياي مركز المحافظة وحصلت على حقوق الحكم الذاتي. خلال السنوات الأولى من الاستقلال، تعرضت مازيكياي إلى النزاع إقليمي بين ليتوانيا ولاتفيا بسبب أهميتها كمحور للسكك الحديدية بين مدن لاتفية التي تضم ريغا، جيلجافا وليبايا. وفي عام 1921رفضت لجنة دولية مطالبات لاتفيا بالمدينة.
تم افتتاح مستشفى ومكتبة عام 1922 ومتحف عام 1928. في عام 1939 سجل عدد سكان المدينة البالغ حوالي 5618 نسمة. في عام 1940، تم تشغيل 26 شركة صناعية و 4 بنوك واتحاد الإئتمان في مازيكياي.
في عام 1940 احتل الاتحاد السوفياتي المدينة وفي العام التالي احتل الألمان المدينة ذاتها. في أغسطس 1941 حدث قتل جماعي في منطقة مازيكياي قتل فيه 4000 يهودي 
في عام 1950 مازيكياي أصبحت مركز المنطقة.

### اصول الاسم
اسم المدينة هو بلا شك عائد على اسم شخص. في التاريخ، هناك اشارات لشخص يسمى مزيكا.

## الاقتصاد
في عام 1980 تم افتتاح معمل تكرير النفط «مازيكو نفتا». اليوم هي واحدة من أكبر المنشآت الصناعية في ليتوانيا. تسببت خصخصتها لشركة ويليامز الأمريكية للطاقة، في العديد من الفضائح والاضطرابات الكبرى في الحكومة الليتوانية. قامت شركة وليامز الدولية التي تواجه مشاكل مالية، ببيع مازيكو نفتا لشركة يوكوس. بعد إفلاس شركة يوكوس، وقعت الحكومة الليتوانية والشركة البولندية PKN اورلين اتفاقية بيع لشركة مازيكو نفتا في عام 2006. كما وقعت شركة يوكوس الدولية الإنجليزية اتفاقية بيع مع PKN اورلين، لبيع أسهم مازيكو نفتا للشركة البولندية. تم الانتهاء من الاستحواذ في 15 ديسمبر 2006، حيث دفعت PKN اورلين إلى يوكوس الدولية مبلغ 1,492,000,000 دولار أمريكي، و 851,828,900.31 دولارًا أمريكيًا للحكومة الليتوانية. في عام 2004، مولت مازيكو نفتا لبناء الكنيسة الجديدة للقديس فرنسيس الأسيزي، والتي بلغت تكلفتها 650 ألف ليرة تركية. مصنع تكرير النفط ليتوفا اورلين

## حضاره
في عام 1928، تم إنشاء متحف مازيكياي بواسطة المعلم ستاسيس ليكوناس. وفقًا للموقع الرسمي لبلدية منطقة مازيكياي، يحفظ المتحف ويعرض المجموعات الأثرية والتاريخية والإثنوغرافية والفنون الشعبية لمنطقة ساموجيتيا.
مازيكياي تعتبر واحدة من أكبر المراكز الثقافية في ليتوانيا.تم تأسسيها في عام 1946 كمنزل للثقافة . في عام 2005 انتقلت إلى مبنى جديد به ثلاث قاعات: القاعة الكبرى التي تحتوي على 750 مقعدًا، والقاعة الصغيرة تحتوي على 250 مقعدًا، بينما تكفي قاعة الترفيه حتى 500 مقعد. يضم المركز 20 مجموعة فنية للهاوين.
في عام 1922 تم تأسيس المكتبة العامة في المدينة. في عام 1975 انتقلت إلى مبنى جديد الذي يتكون من ثلاثة طوابق. في عام 1976 أصبحت مكتبة مركزية في المقاطعة التي تضم 21 فرعًا ريفيًا وفرعين حضريين.

## المدن التوأم - المدن الشقيقة
Mažeikiai توأمة مع:
- هافروف، Czech Republic
- نوفوبولوتسك، Belarus
- ليبيدين, Ukraine
- Liezen, Austria
- بايده، Estonia
- بوتسك، Poland
- سالدوس، Latvia
- شتندال، Germany

## روابط خارجية
- http://www.mazeikiai.lt/ نسخة محفوظة 27 يونيو 2006 على موقع واي باك مشين.
- http://www.mazeikiu.info معلومات عن مدينة Mazeikiai
- https://web.archive.org/web/20060908014759/http://www.shtetlinks.jewishgen.org/Mazeikiai/introduction.html موقع الويب التذكاري لـ Shtetl Mazheik اليهودي (Mažeikiai)